# Stereochilus erinaceus
Stereochilus erinaceus är en orkidéart som först beskrevs av Heinrich Gustav Reichenbach, och fick sitt nu gällande namn av Leslie Andrew Garay. Stereochilus erinaceus ingår i släktet Stereochilus och familjen orkidéer. Inga underarter finns listade i Catalogue of Life.